# Shinka no Mi: Shiranai Uchi ni Kachigumi Jinsei
Shinka no Mi: Shiranai Uchi ni Kachigumi Jinsei (進化の実 ～知らないうちに勝ち組人生～?), también conocida como The Fruit of Evolution: Before I Knew It, My Life Had It Made, es una novela ligera japonesa escrita por Miku e ilustrada por U35. Comenzó a serializarse en línea el 25 de enero de 2014 y tuvo su finalización el 18 de enero de 2023 en el sitio web de publicación de novelas generadas por el usuario Shōsetsuka ni Narō.
Más tarde fue adquirido por Futabasha, que  publicó quince volúmenes desde el 30 de septiembre de 2014 hasta el 28 de diciembre de 2022 bajo su sello Monster Bunko. Una adaptación al manga con arte de Sorano se ha serializado de forma digital a través de Web Comic Action de Futabasha desde septiembre de 2017. Se ha recopilado en ocho volúmenes de tankōbon. Una adaptación de la serie al anime de Feel y Children's Playground Entertainment se estrenó el 4 de octubre de 2021. Se anunció que la serie recibirá una segunda temporada.

## Sipnosis
Seiichi Hiiragi está en la parte inferior de la jerarquía social de su escuela, pero él y toda su escuela se trastornan cuando todos en la escuela son transportados a otro mundo. Seiichi se encuentra solo y se le acerca un gorila, quien en lugar de atacarlo, le propone matrimonio. En el momento en que Seiichi piensa que "supongo que un gorila también está bien", encuentran el fruto de la evolución, y cuando lo comen, sus vidas cambian repentinamente una vez más.

## Personajes
Seiichi Hiiragi (柊誠一 Hīragi Seiichi?)
Seiyū: Hiro Shimono, Luis Navarro (español latino)
Protagonista masculino. Constantemente sufría Acoso escolar por ser obeso y no tener habilidades. Trasladado junto con el resto de sus compañeros al nuevo mundo pero en un lugar apartado, descubre las Frutas de la Evolución, las cuales lo convierten en un poderoso y apuesto guerrero, iniciando su viaje como aventurero tras conocer a Saria. Su ropa le permite ocultar sus monstruosas estadísticas para no llamar la atención.
Saria (サリア Saria?)
Seiyū: Kana Hanazawa, Vanessa Olea (español latino); Tetsu Inada (antes de la evolución), Enrique Cervantes (español latino, antes de la evolución)
Protagonista femenina. Era la líder de los Gorilas Salvajes, pero al ver como Seiichi derrotó fácilmente a sus súbditos, se enamora perdidamente de él, aunque al principio no era correspondido debido a su apariencia de gorila y a pesar de ser muy dulce y considerada con él, sin embargo, al salvarlo en una ocasión, Seiichi responde a sus sentimientos y tras besarla, evoluciona en una muchacha humana con una figura esbelta, pero pudiendo cambiar de apariencia a voluntad. Tras evolucionar, ambos se casan en una ceremonia secreta.
Artoria Gremm (アルトリア・グレム Arutoria Guremu?)
Seiyū: Marina Inoue, Betzabé Jara (español latino)
Es una de las aventureras más poderosas y reconocidas pero conocida como Artoria la Desgraciada, por provocar la separación de muchos grupos de aventureros y otras desgracias. Es elegida por Seiichi para que sea entrenadora de él y de Saria. Tras ser rescatada por Seiichi en una misión de reconocimiento, comenzó a tenerle afecto al punto de confesarse, animada incluso por Saria, la cual aceptó a Artoria como consorte de Seiichi. Desde entonces, tiene una personalidad Tsundere, avergonzándose de hacer actos románticos, pero desarrollando celos si una mujer que no sea Saria se acerque a Seiichi.
Lulune (ルルネ Rurune?)
Seiyū: Rimi Nishimoto, Diana Nolan (español latino)
Es una burra bastante rebelde que no aceptaba ser domada por nadie, hasta que Seiichi la compró. Desde entonces lo considera su jefe y solía ser su montura en combate, pero tras comer una Fruta de la Evolución para curarse en una pelea, evolucionó en otra chica esbelta ante la asombrada mirada de Seiichi y su grupo. En su forma humana conserva la fuerza que tenía como burra, peleando cuerpo a cuerpo, pero a diferencia de Saria, no puede cambiar a su forma animal por voluntad propia. Le fascina comer grandes cantidades, ya que conservó hasta el apetito de su forma animal.
Louise Balze (ルイエス・バルゼ Ruiesu Baruze?)
Seiyū: Yōko Hikasa, Montserrat Aguilar (español latino)
Es la capitana del cuerpo de Valquirias del reino de Telbert, siendo la más poderosa de ellas. Al ver que Seiichi gana el Torneo de la Copa Real, Louise lo desafía, siendo derrotada. Desde ese entonces, lo considera su maestro y trata de por todos los medios de que él le enseñe técnicas, mostrando una tímida atracción.
Origa Calmeria (オリガ・カルメリア Origa Karumeria?)
Seiyū: Yurika Kubo, Regina Tiscareño (español latino)
Una niña mercenaria y sicaria que sólo servía como herramienta por grupos delictivos, fue contratada para asesinar al rey, sin embargo es neutralizada por Seiichi, quien la atrapa y la interroga. Al ver la amabilidad y compasión de él, ella confiesa y pide de quedarse a su lado, considerándose la hermanita menor de él
Gassle Kroot (ガッスル・クルート Gassuru Kurūto?)
Seiyū: Tetsu Inada, Erick Selim (español latino)
Uno de los líderes del Gremio de Aventureros de Telbert, es un guerrero tan fuerte como presumido y exhibicionista, andando la mayor parte del tiempo vestido solo con una Sunga
Eris McClain (エリス・マクレーヌ Erisu Makurēnu?)
Seiyū: Yūka Nishio
La recepcionista del Gremio de Aventureros de Telberto, y una aventurera retirada. Aparentaba ser una chica de lo más normal, sin embargo en determinadas ocasiones muestra un comportamiento Sadomasoquista, cambiando su traje de recepcionista por ropa interior de cuero y un látigo con el que azota a sus víctimas (y algunas veces a Gassle)
Karen Kannazuki (神無月華蓮 Kannazuki Karen?)
Seiyū: Yoshino Nanjō, Karen Vallejo (español latino)
Es una de las compañeras de curso de Seiichi que fue transportada al otro mundo junto con el resto de la clase. Es de personalidad tranquila y calma, pero esa calma cambia al estar Seiichi cerca, ya que esta obsesionada con él por haberla rescatado de unos secuestradores en el pasado. Esta obsesión llega a tener actitudes Yandere.
Hitsuji-san (羊さん?)
Seiyū: Satomi Arai
Destra (デストラ Desutora?)
 Seiyū: Miyuki Sawashiro
Miembro del culto que busca resucitar al Dios Oscuro. Al contrario de su apariencia inocente, su fuerza y crueldad son las mejores entre los Cuatro Reyes Celestiales. Años atrás, perdió a sus padres a causa de la guerra y fue acogido por Barnabas Eibritt en la Academia, donde se enamoró de su maestra Libera. Sin embargo, fue testigo de la muerte de Libera cuando unos monstruos invadieron la academia. En su desesperación, el Dios Oscuro se le apareció ante él y le entregó una fruta de evolución, con lo cual se une al culto. A pesar de que desea revivir al Dios Oscuro, su verdadero objetivo es asesinarlo para después matar a los demás dioses y destruir el mundo consigo mismo. Al ver que los demás miembros del culto fracasaron en recolectar emoción humana negativa, Destra teletransporta a Seiichi y Saria a una dimensión, donde mata a Saria frente a Seiichi para que éste caiga en desesperación y después sacrificarlo. Sin embargo, su plan falla cuando Seiichi le dice que al conocer y aceptar su dolor hizo que ganara más amigos, lo que hace que Seiichi despierte un nuevo poder que revive a los que habían muerto (incluida Saria) y derrota a Destra. Cuando Seiichi le dice a Destra que puede cambiar siendo una persona amable, éste le agradece y se suicida para expiar sus pecados.
Vitor (ヴィトール Vitōru?)
 Seiyū: Tomokazu Sugita
Otro miembro del culto al Dios Oscuro. Le gusta pelear con oponentes fuertes.
Demiolos (デミオロス Demiorosu?)
 Seiyū: Chiharu Sawashiro
Otro miembro del culto al Dios Oscuro. Tiene una personalidad sádica y ama las desgracias de los demás. Para resucitar al Dios Demonio, está tratando de recopilar "Desesperación", la emoción humana negativa, por lo cual, él junto a Angurea se infiltran en la Academia Mágica de Barbador.
Angurea (アングレア?)
 Seiyū: Ami Koshimizu
Otra miembro del culto al Dios Oscuro. Una mujer prepotente que habla en un tono de dama. Ella posee una habilidad misteriosa que le permite matar a sus enemigos sin ensuciarse las manos. Ella junto a Demiolos se infiltran en la Academia Mágica de Barbador.
Beatrice Roegner (ベアトリス・ローグナー Beatorisu Rōgunā?)
 Seiyū: Lynn
Agnos Passion (アグノス・パシオン Agunosu Pashion?)
 Seiyū: Minoru Shiraishi
Brood Lev Kaiser (ブルード・レフ・カイゼル Burūdo Refu Kaizeru?)
 Seiyū: Toshinari Fukamachi
Helen Rosa (ヘレン・ローザ Heren Rōza?)
 Seiyū: Rui Tanabe
Theobold Terra Kaiser (テオボルト・テラ・カイゼル Teoboruto Tera Kaizeru?)
 Seiyū: Shōya Ishige
Libera (リーベラ Ribera?)
 Seiyū: Kikuko Inoue
Fue una antigua profesora de la Academia Mágica de Barbador, donde era maestra asistente de Barnabas Eibritt. Se hizo muy cercana con Destra, haciendo que éste se enamore de ella. Durante la subyugación de monstruos que atacaron la escuela, Libera muere protegiendo a Destra. Su muerte ocasionó que Destra caiga en el culto demoníaco. Por alguna razón, Saria se parece mucho a Libera.

## Contenido de la obra

### Novela ligera
Originalmente serializado como una novela web en Shōsetsuka ni Narō, Futabasha publicó el primer volumen de la serie de novelas ligeras impresas el 30 de septiembre de 2014 bajo su sello Monster Bunko.
La editorial hispanoestadounidense Hanashi Media anunció el 20 de febrero de 2022 la publicación de la novela ligera en español e inglés. La publicación está programada para comenzar el 15 de agosto del mismo año.

#### Lista de volúmenes
| Volúmenes de novelas ligeras publicadas | Volúmenes de novelas ligeras publicadas | Volúmenes de novelas ligeras publicadas |
| Número                                  | Fecha de lanzamiento                    | ISBN                                    |
| --------------------------------------- | --------------------------------------- | --------------------------------------- |
| 1                                       | 30 de septiembre de 2014                | ISBN 978-4-575-75006-5                  |
| 2                                       | 30 de enero de 2015                     | ISBN 978-4-575-75022-5                  |
| 3                                       | 30 de junio de 2015                     | ISBN 978-4-575-75047-8                  |
| 4                                       | 30 de enero de 2016                     | ISBN 978-4-575-75072-0                  |
| 5                                       | 30 de agosto de 2016                    | ISBN 978-4-575-75103-1                  |
| 6                                       | 30 de mayo de 2017                      | ISBN 978-4-575-75140-6                  |
| 7                                       | 28 de diciembre de 2017                 | ISBN 978-4-575-75180-2                  |
| 8                                       | 29 de septiembre de 2018                | ISBN 978-4-575-75222-9                  |
| 9                                       | 30 de abril de 2019                     | ISBN 978-4-575-75242-7                  |
| 10                                      | 28 de diciembre de 2019                 | ISBN 978-4-575-75259-5                  |
| 11                                      | 30 de julio de 2020                     | ISBN 978-4-575-75272-4                  |
| 12                                      | 27 de febrero de 2021                   | ISBN 978-4-575-75284-7                  |
| 13                                      | 30 de septiembre de 2021                | ISBN 978-4-57-575297-7                  |
| 14                                      | 30 de marzo de 2022                     | ISBN 978-4-57-575304-2                  |
| 15                                      | 28 de diciembre de 2022                 | ISBN 978-4-575-75318-9                  |

### Manga
El manga está escrito por Miku y con arte de Sorano. Futabasha ha recopilado sus capítulos individuales en nueve volúmenes tankōbon.

#### Lista de volúmenes
| Volúmenes de manga publicados | Volúmenes de manga publicados | Volúmenes de manga publicados |
| Número                        | Fecha de lanzamiento          | ISBN                          |
| ----------------------------- | ----------------------------- | ----------------------------- |
| 1                             | 28 de febrero de 2018         | ISBN 978-4-575-41021-1        |
| 2                             | 31 de octubre de 2018         | ISBN 978-4-575-41034-1        |
| 3                             | 30 de agosto de 2019          | ISBN 978-4-575-41066-2        |
| 4                             | 30 de enero de 2020           | ISBN 978-4-575-41097-6        |
| 5                             | 30 de julio de 2020           | ISBN 978-4-575-41140-9        |
| 6                             | 30 de enero de 2021           | ISBN 978-4-575-41202-4        |
| 7                             | 30 de septiembre de 2021      | ISBN 978-4-57-541302-1        |
| 8                             | 15 de septiembre de 2022      | ISBN 978-4-57-541418-9        |
| 9                             | 15 de marzo de 2023           | ISBN 978-4-57-541611-4        |
| 10                            | 30 de octubre de 2023         | ISBN 978-4-57-541734-0        |
| 11                            | 28 de junio de 2024           | ISBN 978-4-57-541917-7        |

### Anime
El 28 de enero de 2021, se anunció adaptación de la serie al anime. La serie está animada por Hotline, con Yoshiaki Okumura dirigiendo la serie, Gigaemon Ichikawa supervisando los guiones, Minami Eda diseñando los personajes e Hifumi, Inc. componiendo la música de la serie. Feel y Children's Playground Entertainment produjeron la serie. Yoshino Nanjō interpretó el tema de apertura "EVOLUTiON:", mientras Poppin'Party interpretó el tema de cierre "Moonlight Walk". Se estrenó el 5 de octubre de 2021 en TV Tokyo, BS-TV Tokyo y AT-X. Crunchyroll obtuvo la licencia de la serie fuera de Asia.
El 28 de marzo de 2022, Crunchyroll anunció que la serie recibió un doblaje en español latino, que se estrenó el 16 de junio de 2022, y próximamente la segunda temporada (2 de noviembre).
El 31 de marzo de 2022, se anunció que la serie recibirá una segunda temporada. La segunda temporada está dirigida por Shige Fukase, con Yoshiaki Okumura como director en jefe, Iroha Mizuki y Nobuhide Hayashi diseñando los personajes, e Hiroyasu Yano, Alisa Okehazama y Yūki Saitō componiendo la música. Se estrenó el 14 de enero de 2023. El tema de apertura es "Evolution", interpretado por Nano, mientras que el tema de cierre es "Adore Me", interpretado por Erii Yamazaki.